# 河东狮吼2
《河东狮吼2》（英語：The Lion Roars 2）是2012年上映的华语古装片，讲述侠女王月英和东方明亮的感情故事，主演是张柏芝、赵本山和小沈阳。前集是《我家有一隻河東獅》。

## 剧情
侠女王月英因为对男人的偏见而痛恨花花公子和“娶妻纳妾”的传统习俗，她叛逆任性，经常把别人娶妾的好事的搅局杯葛。父亲王承彦对女儿的性情感到不安，决心招聘一个女婿来压制住她，他找到了智多星东方明亮，两人一开始互相抵触，渐渐地爱上对方，并且结为夫妻，恩爱有加。
大将军司马空独揽朝刚，想要黄袍加身，自己做皇帝，听说东方明亮素有智谋，于是招揽其为军师，被东方拒绝，司马空遂派遣刺客去追杀东方，东方被妻子王月英救出。
东方被救出之后，投靠了仁义之师刘大，并且在荆野城负责督师守卫。王月英为了和丈夫团圆，孤身去找东方，不料发现自己丈夫也是花花公子，和刘大妹妹刘香勾搭暧昧，遂愤然出走，却半路被司马空抓住。东方悔过之后，去找寻妻子，最终通过智谋救出了妻子。
时代背景是三国人物更改原名。

## 演员
| 演员   | 角色     | 备注                       |
| 张柏芝 | 王月英   | 父亲王承彦，丈夫东方明亮。 |
| 小沈阳 | 东方明亮 | 岳父王承彦，妻子王月英。   |
| 赵本山 | 王承彦   | 女儿王月英，女婿东方明亮。 |
| 黄维德 | 司马空   | 大将军。                   |
| 张馨予 | 刘香     | 刘大的妹妹。               |
| 许绍雄 | 刘大     | 东方明亮主公               |
| 吴建飞 | 统统     | 东方明亮好友               |
| 沈芳熙 | 紫嫣     | 奸細                       |
| 戚迹   | 关二     | 刘大之弟                   |
| 赵雷祺 | 张三     | 刘大之弟                   |
| 刘羽琦 | 曹云     | 司马夫人                   |

## 曲目
- 张柏芝《该是时候》
- 张柏芝、黄维德《爱上你了》
- 小沈阳《亮》

## 制作
导演马伟豪原本是打算用原班人马拍摄续作，但是古天乐的档期已满，只好另外挑选男主角，就选择了笑星小沈阳。

## 票房
电影上映三天之后，获得三千万人民币的收入。